# Cossypha anomala
Cossypha anomala е вид птица от семейство Muscicapidae.

## Разпространение
Видът е разпространен в Малави, Мозамбик, Танзания и Замбия.